# Alpine Skiweltmeisterschaften 1931
Die 1. Alpinen Skiweltmeisterschaften fanden vom 19. bis 23. Februar 1931 in Mürren in der Schweiz statt. Zu ihrer Zeit wurden die Wettkämpfe als FIS-Meisterschaften oder einfach FIS-Rennen bezeichnet, erst ab 1937 trugen die Veranstaltungen offiziell den Titel Weltmeisterschaften.

## Geschichte
Beim vom 24. bis 26. Februar 1930 in Oslo abgehaltenen XI. Internationalen Skikongress der FIS wurde unter dem Vorsitz von Ivar Holmquist und unter Beteiligung von Delegierten aus 16 Staaten die Frage der Einführung von Abfahrts- und Slalomlauf in die Wettlaufordnung der FIS diskutiert.
Eine Studienkommission unter Vorsitz von Karl Danegger beriet darüber am 25. Februar abseits des Kongresses in Finse. Weitere Mitglieder der Kommission waren Walter Amstutz (Schweiz), Conte Aldo Bonacossa (Italien), Arnold Lunn (Großbritannien), Oberst Bobkowski (Polen) und Olaf Helset (Norwegen).
Anhand der zwei damals bestehenden Wettlaufordnungen des Ski-Club of Great Britain und des Schweizerischen Akademischen Skiclubs wurde ein Entwurf erarbeitet, der als Zusatz zur Wettkampfordnung der FIS gedacht war. In der Schlusssitzung des FIS-Kongresses empfahl Danninger als Präsident der Studienkommission dem Kongress die Reglementierung von Abfarts- und Slalomlauf und erklärte die Beweggründe der Kommission u. a. damit, „dass das Skifahren in den Alpen infolge der besonderen topografischen Verhältnisse eine ganz andere Entwicklung genommen habe als im Norden“, und betonte, „dass es die Schuldigkeit der FIS sei, diese Verhältnisse in Mitteleuropa zu berücksichtigen.“
Nikolai Ramm Østgaard als Sprecher der bisher strikt gegen die Aufnahme von alpinen Wettbewerben aufgetretenen Skiverbände der drei skandinavischen Länder erklärte überraschend und ohne weitere Diskussion, die Resolution gutzuheißen, wenn es in der Wettlaufordnung heiße: „Außerdem können Abfahrts- und Slalomläufe durchgeführt werden.“ Mit der internationalen Reglementierung von Abfahrts- und Slalomlauf durch die FIS wurde auf dem Kongress in Oslo der Grundstein zur Entwicklung des alpinen Skirennlaufes gelegt, wie er sich in den nachfolgenden Jahrzehnten vollziehen sollte.
Nachdem die Delegierten des Deutschen Skiverbandes erklärten, von der Ausschreibung von alpinen Skiwettbewerben in Oberhof 1931 Abstand zu nehmen, schlug der Ski-Club of Great Britain in Person von Arnold Lunn vor, als Ersatz im Anschluss an die FIS-Wettkämpfe in Thüringen Slalom- und Abfahrtsläufe für Männer und Frauen in Mürren in der Schweiz durchführen zu wollen. Diese Eingabe wurde ohne Gegenstimme angenommen. Diese ersten als solche benannten Internationalen alpinen FIS-Rennen von Mürren wurden später rückwirkend als erste Alpine Skiweltmeisterschaften anerkannt.

## Teilnehmer
| - Australien (1) - Deutschland (10) - Italien (1) - Norwegen (1) | - Österreich (10) - Schweiz (18) - Vereinigtes Königreich (15) |

Außer den Teilnehmern an den offiziellen Wettbewerben nahmen an der Spezialabfahrt noch Harald Paumgarten, Walter Amstutz, John Frautschi und Christian Rubi teil.

## Zeitplan
Legende zum nachfolgend dargestellten Wettkampfprogramm:
|               | Do. | Fr. | Sa. | So. | Mo. |
| Februar       | 19. | 20. | 21. | 22. | 23. |
| ------------- | --- | --- | --- | --- | --- |
| Männer        |     |     |     |     |     |
| Abfahrt       |     | •   |     |     |     |
| Lange Abfahrt |     |     | •   |     |     |
| Slalom        |     |     |     |     | •   |
| Kombination   |     |     |     |     | •   |
| Frauen        |     |     |     |     |     |
| Slalom        | •   |     |     |     |     |
| Abfahrt       |     | •   |     |     |     |
| Lange Abfahrt |     |     | •   |     |     |
| Kombination   |     | •   |     |     |     |

## Offizielle Wettbewerbe

### Männer

#### Abfahrt
- Detaillierte Ergebnisse

| Platz | Sportler          | Land                   | Zeit       |
| ----- | ----------------- | ---------------------- | ---------- |
| 1     | Walter Prager     | Schweiz                | 1:56,2 min |
| 2     | Otto Furrer       | Schweiz                | 2:18,0 min |
| 3     | Fritz Steuri II   | Schweiz                | 2:21,8 min |
| 4     | Ernst Feuz        | Schweiz                | 2:22,2 min |
| 5     | Gustav Lantschner | Österreich             | 2:31,0 min |
| 6     | Otto Lantschner   | Österreich             | 2:34,4 min |
| 7     | Tony Knebworth    | Vereinigtes Königreich | 2:42,8 min |
| 8     | Harald Reinl      | Österreich             | 2:48,8 min |
| 9     | Hans von Weech    | Deutsches Reich        | 2:53,8 min |
| 10    | David Zogg        | Schweiz                | 2:55,0 min |

Datum: Freitag, 20. Februar 1931
Strecke: Wintereggstrecke; Höhenunterschied 430 m. Die Länge des Rennens musste wegen eines heftigen Schneesturms auf 2000 Meter verkürzt werden.
Teilnehmer: 26 gestartet; 25 gewertet;

#### Slalom
- Detaillierte Ergebnisse

| Platz | Sportler             | Land                   | Zeit       |
| ----- | -------------------- | ---------------------- | ---------- |
| 1     | David Zogg           | Schweiz                | 0:54,6 min |
| 2     | Toni Seelos          | Österreich             | 0:55,5 min |
| 3     | Friedl Däuber        | Deutsches Reich        | 0:55,8 min |
| 4     | William James Riddel | Vereinigtes Königreich | 0:57,9 min |
| 5     | Walter Prager        | Schweiz                | 1:01,1 min |
| 6     | Martin Neuner        | Deutsches Reich        | 1:01,6 min |
| 7     | Peter Lunn           | Vereinigtes Königreich | 1:02,5 min |
| 7     | Hans von Weech       | Deutsches Reich        | 1:02,5 min |
| 9     | Bill Bracken         | Vereinigtes Königreich | 1:02,7 min |
| 10    | Ulrich Neuner        | Deutsches Reich        | 1:04,8 min |

Datum: Montag, 23. Februar 1931
Strecke: Wintereggstrecke; Höhenunterschied 160 m.
Teilnehmer: 30 genannt; 20 gestartet; 20 gewertet;
Bill Bracken und Ulrich Neuner erhielten jeweils 6 Strafsekunden für Berühren bzw. kreuzen eines Tores.
Der mehrmals verschobene Slalomwettbewerb konnte nur unter erschwerten Bedingungen durchgeführt werden und wurde in einem Durchgang abgewickelt. Aufgrund dessen gab es keinen offiziellen "FIS-Sieger" im Slalom. In weiterer Folge wurde dadurch auch keine von der FIS offiziell beglaubigte Kombinationsberechnung durchgeführt.
Erst im Januar 2013 hat die FIS das Ergebnis des Slalomwettbewerbes rückwirkend offiziell in die Medaillenbilanz aufgenommen.

### Frauen

#### Abfahrt
- Detaillierte Ergebnisse

| Platz | Sportler           | Land                   | Zeit       |
| ----- | ------------------ | ---------------------- | ---------- |
| 1     | Esmé MacKinnon     | Vereinigtes Königreich | 3:05,6 min |
| 2     | Nell Carroll       | Vereinigtes Königreich | 3:32,4 min |
| 3     | Irma Schmidegg     | Österreich             | 4:02,6 min |
| 4     | Jeanette Kessler   | Vereinigtes Königreich | 4:08,2 min |
| 5     | Freda Gossage      | Vereinigtes Königreich | 4:18,2 min |
| 6     | Helene Zingg       | Schweiz                | 4:20,4 min |
| 7     | Rösli Rominger     | Schweiz                | 4:25,2 min |
| 8     | Inge Lantschner    | Österreich             | 4:33,8 min |
| 9     | Audrey Sale-Barker | Vereinigtes Königreich | 4:47,2 min |
| 10    | Mädi Schmidt       | Deutsches Reich        | 4:47,6 min |

Datum: Freitag, 20. Februar 1931
Strecke: Wintereggstrecke; Höhenunterschied 400 m.
Teilnehmer: 19 gestartet; 17 gewertet

#### Slalom
- Detaillierte Ergebnisse

| Platz | Sportler           | Land                   | Zeit       |
| ----- | ------------------ | ---------------------- | ---------- |
| 1     | Esmé MacKinnon     | Vereinigtes Königreich | 2:38,0 min |
| 2     | Inge Lantschner    | Österreich             | 2:42,0 min |
| 3     | Jeanette Kessler   | Vereinigtes Königreich | 2:42,3 min |
| 4     | Audrey Sale-Barker | Vereinigtes Königreich | 2:49,5 min |
| 5     | Freda Gossage      | Vereinigtes Königreich | 2:49,8 min |
| 6     | Dorothy Credswon   | Vereinigtes Königreich | 2:50,6 min |
| 7     | Rösli Rominger     | Schweiz                | 2:52,6 min |
| 8     | Rösli Streiff      | Schweiz                | 3:01,8 min |
| 9     | Ella Maillart      | Schweiz                | 3:03,5 min |
| 10    | Irma Schmidegg     | Österreich             | 3:15,7 min |

Datum: Donnerstag, 19. Februar 1931
Strecke: Wintereggstrecke; Höhenunterschied 160 m.
Teilnehmer: 18 gestartet; 18 gewertet

## Weitere Wettbewerbe

### Männer

#### Lange Abfahrt (Spezialabfahrt)
- Detaillierte Ergebnisse

| Platz | Sportler             | Land                   | Zeit       |
| ----- | -------------------- | ---------------------- | ---------- |
| 1     | Gustav Lantschner    | Österreich             | 4:49,0 min |
| 2     | Chris Mackintosh     | Vereinigtes Königreich | 4:56,4 min |
| 3     | Harald Paumgarten    | Österreich             | 4:57,0 min |
| 4     | Otto Furrer          | Schweiz                | 4:58,8 min |
| 5     | Otto Lantschner      | Österreich             | 5:19,8 min |
| 6     | Anton Seelos         | Österreich             | 5:24,6 min |
| 7     | Bill Bracken         | Vereinigtes Königreich | 5:40,0 min |
| 8     | David Zogg           | Schweiz                | 5:46,6 min |
| 9     | Friedl Däuber        | Deutsches Reich        | 5:56,2 min |
| 10    | William James Riddel | Vereinigtes Königreich | 6:00,2 min |

Datum: Samstag, 21. Februar 1931
Strecke:Grütsch-Lauterbrunnen; Höhenunterschied 690 m.
Teilnehmer: 24 gestartet; 23 gewertet;
Die „lange“ Abfahrt wurde von der FIS nicht als offizielle Weltmeisterschaftsdisziplin anerkannt.

#### Alpine Kombination
- Detaillierte Ergebnisse

| Platz | Sportler             | Land                   | Punkte |
| ----- | -------------------- | ---------------------- | ------ |
| 1     | Walter Prager        | Schweiz                | 94,680 |
| 2     | David Zogg           | Schweiz                | 83,200 |
| 3     | Friedl Däuber        | Deutsches Reich        | 81,205 |
| 4     | Toni Seelos          | Österreich             | 80,790 |
| 5     | William James Riddel | Vereinigtes Königreich | 78,355 |
| 6     | Hans von Weech       | Deutsches Reich        | 77,110 |
| 7     | Martin Neuner        | Deutsches Reich        | 77,095 |
| 8     | Peter Lunn           | Vereinigtes Königreich | 75,920 |
| 9     | Tony Knebworth       | Vereinigtes Königreich | 74,415 |
| 10    | Ulrich Neuner        | Deutsches Reich        | 71,710 |

Datum: Freitag, 20. und Montag, 23. Februar 1931
Teilnehmer: 26 genannt; 26 gestartet; 16 gewertet;
Wegen der teilweise heftigen Schneefälle mussten die Rennen stark verkürzt werden. Aus diesem Grund beschlossen die Organisatoren, die Kombination nicht zu werten. Weltmeister wäre Walter Prager geworden.

### Frauen

#### Lange Abfahrt (Spezialabfahrt)
- Detaillierte Ergebnisse

| Platz | Sportler           | Land                   | Zeit        |
| ----- | ------------------ | ---------------------- | ----------- |
| 1     | Esmé MacKinnon     | Vereinigtes Königreich | 10:04,4 min |
| 2     | Inge Lantschner    | Österreich             | 10:13,8 min |
| 3     | Irma Schmidegg     | Österreich             | 10:19,8 min |
| 4     | Freda Gossage      | Vereinigtes Königreich | 11:01,2 min |
| 5     | Dorothy Crewdson   | Vereinigtes Königreich | 11:07,8 min |
| 6     | Nell Carroll       | Vereinigtes Königreich | 11:16,0 min |
| 7     | Rösli Streiff      | Schweiz                | 11:38,8 min |
| 8     | Mädi Schmidt       | Deutsches Reich        | 12:00,2 min |
| 9     | Audrey Sale-Barker | Vereinigtes Königreich | 12:33,0 min |
| 10    | Jeanette Kessler   | Vereinigtes Königreich | 13:04,6 min |

Datum: Samstag, 21. Februar 1931
Strecke:Grütsch-Lauterbrunnen; Höhenunterschied 690 m.
Teilnehmer: 17 gestartet; 16 gewertet;
Die Siegerin Esmé MacKinnon musste unterwegs anhalten, um einen Beerdigungszug vorbeizulassen.
Die „lange“ Abfahrt wurde von der FIS nicht als offizielle Weltmeisterschaftsdisziplin anerkannt.

#### Alpine Kombination
- Detaillierte Ergebnisse

| Platz | Sportler           | Land                   | Punkte  |
| ----- | ------------------ | ---------------------- | ------- |
| 1     | Esmé MacKinnon     | Vereinigtes Königreich | 100,000 |
| 2     | Jeanette Kessler   | Vereinigtes Königreich | 86,065  |
| 3     | Inge Lantschner    | Österreich             | 82,660  |
| 4     | Freda Gossage      | Vereinigtes Königreich | 82,465  |
| 5     | Rösli Rominger     | Schweiz                | 80,760  |
| 6     | Audrey Sale-Barker | Vereinigtes Königreich | 78,920  |
| 7     | Irma Schmidegg     | Österreich             | 78,620  |
| 8     | Dorothy Crewdson   | Vereinigtes Königreich | 76,690  |
| 9     | Nell Carroll       | Vereinigtes Königreich | 74,685  |
| 10    | Rösli Streiff      | Schweiz                | 74,765  |

Datum: Donnerstag, 19. und Freitag, 20. Februar 1931
Teilnehmer: 19 genannt; 19 gestartet; 17 gewertet;
Die Organisatoren beschlossen, die Kombination nicht zu werten. Weltmeisterin wäre Esmé MacKinnon geworden.

## Medaillenspiegel
| Platz | Land                   | Gold | Silber | Bronze | Gesamt |
| ----- | ---------------------- | ---- | ------ | ------ | ------ |
| 1     | Schweiz                | 2    | 1      | 1      | 4      |
| 1     | Vereinigtes Königreich | 2    | 1      | 1      | 4      |
| 3     | Österreich             | –    | 2      | 1      | 3      |
| 4     | Deutsches Reich        | –    | –      | 1      | 1      |